# 遠藤秀平
遠藤 秀平（えんどう しゅうへい、1960年1月27日 - ）は、日本の建築家。神戸大学大学院名誉教授。

## 来歴
1960年滋賀県びわ町（現 長浜市）に生まれる。1986年京都市立芸術大学大学院を修了後、石井修／美建・設計事務所に勤める。その後独立し、1988年遠藤秀平建築研究所を設立。1990年に最初期の作品である3rd FACTORY志野陶石でアンドレア・パラディオ国際建築賞を受賞。1994年のCyclestation 米原では、主に土木用の材料であるコルゲート鋼板を軽やかに湾曲させて用い、以降の建築でも数多く登場する。1998年のSpringtecture 播磨ではコルゲート鋼板を螺旋状に展開し、内外の境界を緩やかにつなぐ建築を生み出し、世界で最も有名なトイレの一つとして名を馳せている。近年は2007年のSlowtecture 三木（ブルボンビーンズドーム）における屋根壁面の大規模な緑化、そしてBubbletecture ひょうご（ひょうご環境体験館）では、間伐材を主要構造材とする立体トラス構造の三次元空間など、地球環境と建築の新たな関係性を構築する提案を行っている。ElectaやCodexなど海外の出版社からの著作や講演も多く、国際的な評価の高い現代建築家の一人である。

## 略歴
- 1960年 滋賀県びわ町生まれ
- 1986年 京都市立芸術大学大学院修了

　　　     石井修／美建・設計事務所勤務
- 1988年 遠藤秀平建築研究所設立
- 2004年 ザルツブルクサマーアカデミー教授
- 2007年 より現職

## 主な作品
- 1990年- 3rd FACTORY 志野陶石
- 1994年- Cyclestation 米原
- 1996年- Healtecture 小森
- 1997年- Transtation 大関
- 1998年- Springtecture 播磨
- 1999年- Rooftecture 姫路
- 2000年- Rooftecture AWE
- 2000年- Rooftecture びわ
- 2002年- Springtecture びわ
- 2002年- Growtecture 宣成社
- 2003年- Bubbletecture 米原
- 2003年- Rooftecture 筑紫
- 2005年- Rooftecture 塩屋
- 2006年- Gravitecture 大阪城
- 2007年- Slowtecture 三木
- 2007年- Rooftecture M's
- 2008年- Bubbletecture ひょうご
- 2009年- Gravitecture 三木
- 2015年- ブルボン本社ビル 柏崎

## 主な受賞
- 1993年- アンドレア・パラディオ国際建築賞
- 1995年- 大阪府建築コンクール渡辺節賞
- 1997年- JCDデザイン賞大賞
- 1998年- 環太平洋文化建築デザイン賞
- 1999年- カラーラ国際石材建築賞大賞
- 1999年- 関西建築家大賞
- 1999年- 日本建築美術工芸協会賞
- 2000年- ベネツィアビエンナーレサードミレニアム建築大賞
- 2000年- アーキテクチュラルレビューar+d大賞
- 2001年- フランチェスコボロミーニ国際建築賞
- 2002年- 第8回公共建築賞優秀賞
- 2003年- 芸術選奨新人賞
- 2003年- 環太平洋文化建築デザイン賞大賞
- 2004年- ベネツィアビエンナーレ特別賞
- 2004年- 日本仕上学会賞作品賞
- 2005年- 国際子供のための建築賞大賞
- 2006年- BCS賞
- 2007年- アルカシア建築賞　ゴールドメダル
- 2008年- 屋上・壁面・特殊緑化技術コンクール　環境大臣賞
- 2009年- グリーングッドデザイン賞

## 主な著書等
- 1999年- GG Portfolio "Shuhei Endo"/ EditorialGG, SA
- 2002年- ENDO SHUHEI PARAMODERN/amus art press
- 2003年- Paramodern Architecture/ Electa
- 2006年- GRAVITECTURE/ いちい書房
- 2006年- Crematorium/ Codex
- 2007年- Paramodern manifesto/ Codex
- 2007年- BEANS DOME/ 鹿島出版
- 2007年- Next Architect/学芸出版社
- 2008年- 水没コンペ/彰国社
- 2009年- Next Architect2/学芸出版社